# Lescun
Lescun  este o comună în sudul Franței, în departamentul Pyrénées-Atlantiques, în regiunea Aquitania. Localitatea este situată la sud de Bedous în valea Vallee d'Aspe. La vest de localitate se află piscul „Pic d'Anie” (2.504 m), de aici începe regiunea Pirineilor înalți din Parcul Național al Pirineilor.
1. ↑  répertoire géographique des communes, accesat în 26 octombrie 2015